# Лобай Євген
Євген Лобай (псевдо: «Гліб», «Недоля», «Штиль»; 1914, с. Стоянів — 4 серпня 1946, с. Збоївська, Радехівський район, Львівська область) — український військовик, поручник УПА, командир сотні «Кочовики» в ТВ-12 «Климів», Лицар Бронзового Хреста Бойової Заслуги.

## Життєпис
Народився в селі Стоянів, (тепер Шептицький район, Львівська область). Закінчив 7 класів школи.
Командир  І чоти і заступник командира сотні “Кочовики” (04.1944–кін. 1944), в. о. командира куреня «Галайда» (11.1944), командир сотні «Кочовики» (12.1944–07.1946). 
Вночі 27 квітня 1945 на чолі своєї сотні у складі ударної групи ТВ-12 «Климів» взяв участь у нападі на місто Радехів. Повстанці зруйнували будівлі райвідділів НКВС-НКДБ, знищили 20 і поранили 15 радянських військовослужбовців, розігнали охорону і захопили концтабір, з якого звільнили понад 200 в'язнів.
4 серпня 1946 пошукова група НКВС через зрадника захопила криївку біля села Збоївська на Львівщині, в якій знаходився Євген Лобай. Застрелився, щоб не попасти в полон.
Старший булавний, хорунжий (15.04.1945), поручник (22.01.1946).

## Нагороди
Відзначений Бронзовим Хрестом бойової заслуги (20.07.1945).